# Einar Key
Einar Samuel Henrik Key, född 14 december 1872 i Stockholm (Klara församling), död 11 augusti 1954 i Stockholm (Kungsholms församling), var en svensk kirurg. 

## Biografi
Key var son till Axel Key och bror till Helmer Key. Han blev medicine doktor vid Karolinska institutet 1907 med avhandlingen Bidrag till den kirurgiska behandlingen av ulcus ventriculi, var coient i kirurgi 1909-23 och blev överläkare vid Maria sjukhus 1923.
Einar Key var 1923-1937 professor i kirurgi vid Karolinska institutet. Han blev 1931 ledamot av Vetenskapsakademien.
Key bidrog i hög grad till främjandet av svensk kirurgi och intog som huvudredaktör för Acta chirugica scandinavia från dess grundande 1919 till en ledande plats inom nordisk kirurgisk vetenskap. Bland hans egna arbeten märks främst banbrytande insatser inom embolektomin, avlägsnandet av blodproppar ur extremitetspulsådrorna, samt arbeten inom urinvägarnas och lungornas kirurgi. Tillsammans med Gösta Forssell var han den som lyckades lösa Karolinska institutets mångåriga nybyggnadsfråga. Key hade även ett gott rykte som en av Sveriges främsta kirurger även ur den praktiska aspekten. Einar Key är begravd på Solna kyrkogård.